# Šarišské Jastrabie
Šarišské Jastrabie (Hongaars: Felsőkánya) is een Slowaakse gemeente in de regio Prešov, en maakt deel uit van het district Stará Ľubovňa.
Šarišské Jastrabie telt 1.237 inwoners.